# Luigi Emmanuele Nicolo Lambruschini
Luigi Emmanuele Nicolo Lambruschini, B., italijanski rimskokatoliški duhovnik, škof in kardinal, * 16. maj 1776, Sestri Levante, † 12. maj 1854.

## Življenjepis
1. januarja 1799 je prejel duhovniško posvečenje.
Leta 1819 je bil imenovan za nadškofa Genove in 3. septembra istega leta je prejel škofovsko posvečenje; s tega položaja je odstopil 26. junija 1830.
Med 14. novembrom 1826 in julijem 1830 je bil apostolski nuncij v Franciji. 
30. septembra 1831 je bil povzdignjen v kardinala in imenovan za kardinal-duhovnika S. Callisto. 
21. novembra 1834 je bil imenovan za prefekta Študijev, 12. januarja 1836 za državnega sekretarja Rimske kurije (se upokojil s tega položaja 1. junija 1846), 24. januarja 1842 za kardinal-škofa Sabine, 8. junija 1847 za prefekta Zakramentov in 
11. julija za kardinal-škofa Porta e Santa Rufine.